# Samuel Jones-Loyd (1er baron Overstone)
Samuel Jones-Loyd, 1er baron Overstone (25 septembre 1796 - 17 novembre 1883) est un banquier et homme politique britannique.

## Biographie
Loyd est le fils unique du révérend Lewis Loyd et de Sarah, fille de John Jones, un banquier de Manchester. Il fait ses études au Collège d'Eton et au Trinity College, Cambridge.
Le père de Loyd abandonne le ministère pour devenir associé dans la banque de son beau-père et est le fondateur de la succursale londonienne de Jones, Loyd & Co.Loyd rejoint la banque de son père et la dirige après la retraite de son père, en 1844. À la mort de son père en 1858, Loyd hérite d'un domaine d'une valeur de 2 millions de livres sterling. En 1864, la banque est incorporée à la Westminster Bank.
Loyd siège au parlement comme député Whig pour Hythe de 1819 à 1826, et se présente sans succès à Manchester en 1832. Dès 1832, il est reconnu comme l'une des autorités bancaires les plus importantes et il jouit d'une grande influence auprès des ministères et Chancelier de l'Échiquier successifs. Loyd est considéré comme l'une des grandes figures de l'histoire monétaire britannique, notamment au regard du Bank Charter Act de 1844. Il s'est également opposé à la responsabilité limitée et à l'introduction d'une monnaie décimale. En 1850, il est élevé à la pairie comme baron Overstone, d'Overstone et de Fotheringhay, tous deux dans le comté de Northampton. Lord Overstone est membre du Club (Literary Club) et du Political Economy Club et est Haut Shérif du Warwickshire en 1838 et Président de la Royal Statistical Society de 1851 à 1853. En 1847 et 1848, il siège au comité de la British Relief Association, qui lève près d'un demi-million de livres pour soutenir les victimes de la famine en Irlande.

## Famille
Lord Overstone épouse Harriet, fille d'Ichabod Wright, en 1829. Ils ont un fils, mort en bas âge, et une fille. Son siège est Overstone House, Overstone, Northamptonshire, construit en 1862–4 par William Milford Teulon, frère de l'architecte victorien «Rogue» Samuel Sanders Teulon. Lady Overstone est décédée le 6 novembre 1864. Overstone reste veuf jusqu'à sa mort le 17 novembre 1883, à l'âge de 87 ans. La baronnie s'éteint avec lui car il n'avait pas de descendant masculin survivant. La majorité de sa fortune considérable est transmise à sa fille, Harriet Sarah Loyd. Elle est l'épouse de Robert Lindsay, qui prend le nom de famille supplémentaire de Loyd et est créé baron Wantage en 1885. Lewis Vivian Loyd, le parent d'Overstone, le fils de son cousin William Jones Loyd, hérite d'une partie du domaine, notamment le manoir de Withybrook, Wolvey, Warwickshire.